# Samuele Birindelli
Samuele Birindelli (Pisa, 19 luglio 1999) è un calciatore italiano, difensore del Monza.

## Biografia
È figlio dell'ex calciatore Alessandro Birindelli.

## Caratteristiche tecniche
Terzino destro in grado di giocare anche sulla fascia sinistra, è veloce e abile nei cross, oltre ad avere una buona tecnica di base.

## Carriera

### Club
Cresciuto nel settore giovanile del Pisa, squadra della sua città natale, debutta in prima squadra il 29 novembre 2016, giocando l'incontro di Coppa Italia perso 4-0 contro il Torino ai tempi supplementari; poche settimane più tardi fa il suo esordio anche in Serie B, scendendo in campo dal primo minuto contro lo Spezia. Il 5 marzo 2019 segna la sua prima rete ufficiale in carriera, decidendo nei minuti finali il match di Serie C contro la Pro Vercelli (2-1). Al termine della stagione ottiene con la squadra pisana la promozione in Serie B, categoria in cui gioca poi da titolare per tre campionati.
Dopo sei stagioni con i nerazzurri, il 7 luglio 2022 viene acquistato per 1,2 milioni di euro dal Monza, neopromosso in massima serie, con cui firma un contratto quadriennale. Il 7 agosto debutta con i brianzoli nella partita di Coppa Italia col Frosinone, vinta per 3-2, mentre sei giorni dopo esordisce anche in Serie A, nella partita persa per 2-1 contro il Torino. Il 22 dicembre 2024 trova il suo primo gol in serie A, firmando il momentaneo pareggio nella sfida casalinga contro la Juventus, persa per 2-1.

### Nazionale
Il 13 ottobre 2020 debutta con la nazionale under-21, giocando l'incontro di qualificazione per gli europei under-21 del 2021 vinto 2-1 contro l'Irlanda.

## Statistiche

### Presenze e reti nei club
Statistiche aggiornate al 18 maggio 2025.
| Stagione        | Squadra         | Campionato      | Campionato | Campionato | Coppe nazionali | Coppe nazionali | Coppe nazionali | Coppe continentali | Coppe continentali | Coppe continentali | Altre coppe | Altre coppe | Altre coppe | Totale | Totale |
| Stagione        | Squadra         | Comp            | Pres       | Reti       | Comp            | Pres            | Reti            | Comp               | Pres               | Reti               | Comp        | Pres        | Reti        | Pres   | Reti   |
| --------------- | --------------- | --------------- | ---------- | ---------- | --------------- | --------------- | --------------- | ------------------ | ------------------ | ------------------ | ----------- | ----------- | ----------- | ------ | ------ |
| 2016-2017       | Pisa            | B               | 7          | 0          | CI              | 1               | 0               |                    | -                  | -                  |             | -           | -           | 8      | 0      |
| 2017-2018       | Pisa            | C               | 30+2       | 0          | CI+CI-C         | 1+0             | 0               |                    | -                  | -                  |             | -           | -           | 33     | 0      |
| 2018-2019       | Pisa            | C               | 31+6       | 2          | CI+CI-C         | 4+3             | 0               |                    | -                  | -                  |             | -           | -           | 44     | 2      |
| 2019-2020       | Pisa            | B               | 28         | 2          | CI              | 1               | 0               |                    | -                  | -                  |             | -           | -           | 29     | 2      |
| 2020-2021       | Pisa            | B               | 35         | 2          | CI              | 2               | 0               |                    | -                  | -                  |             | -           | -           | 37     | 2      |
| 2021-2022       | Pisa            | B               | 36+4       | 1          | CI              | 1               | 0               |                    | -                  | -                  |             | -           | -           | 41     | 1      |
| Totale Pisa     | Totale Pisa     | Totale Pisa     | 167+12     | 7          |                 | 13              | 0               |                    | -                  | -                  |             | -           | -           | 192    | 7      |
| 2022-2023       | Monza           | A               | 31         | 0          | CI              | 2               | 0               | -                  | -                  | -                  | -           | -           | -           | 33     | 0      |
| 2023-2024       | Monza           | A               | 35         | 0          | CI              | 0               | 0               | -                  | -                  | -                  | -           | -           | -           | 35     | 0      |
| 2024-2025       | Monza           | A               | 21         | 3          | CI              | 2               | 0               | -                  | -                  | -                  | -           | -           | -           | 23     | 3      |
| Totale Monza    | Totale Monza    | Totale Monza    | 87         | 3          |                 | 4               | 0               |                    | -                  | -                  |             | -           | -           | 91     | 3      |
| Totale carriera | Totale carriera | Totale carriera | 266        | 10         |                 | 17              | 0               |                    | -                  | -                  |             | -           | -           | 283    | 10     |

### Cronologia presenze e reti in nazionale

#### Under-21
| Cronologia completa delle presenze e delle reti in nazionale ― Italia under 21 | Cronologia completa delle presenze e delle reti in nazionale ― Italia under 21 | Cronologia completa delle presenze e delle reti in nazionale ― Italia under 21 | Cronologia completa delle presenze e delle reti in nazionale ― Italia under 21 | Cronologia completa delle presenze e delle reti in nazionale ― Italia under 21 | Cronologia completa delle presenze e delle reti in nazionale ― Italia under 21 | Cronologia completa delle presenze e delle reti in nazionale ― Italia under 21 | Cronologia completa delle presenze e delle reti in nazionale ― Italia under 21 |
| Data                                                                           | Città                                                                          | In casa                                                                        | Risultato                                                                      | Ospiti                                                                         | Competizione                                                                   | Reti                                                                           | Note                                                                           |
| ------------------------------------------------------------------------------ | ------------------------------------------------------------------------------ | ------------------------------------------------------------------------------ | ------------------------------------------------------------------------------ | ------------------------------------------------------------------------------ | ------------------------------------------------------------------------------ | ------------------------------------------------------------------------------ | ------------------------------------------------------------------------------ |
| 13-10-2020                                                                     | Pisa                                                                           | Italia under 21                                                                | 2 – 0                                                                          | Irlanda under 21                                                               | Qual. Europeo Under-21 2021                                                    | -                                                                              |                                                                                |
| Totale                                                                         |                                                                                | Presenze                                                                       | 1                                                                              |                                                                                | Reti                                                                           | 0                                                                              |                                                                                |

#### Under-18
| Cronologia completa delle presenze e delle reti in nazionale ― Italia under 18 | Cronologia completa delle presenze e delle reti in nazionale ― Italia under 18 | Cronologia completa delle presenze e delle reti in nazionale ― Italia under 18 | Cronologia completa delle presenze e delle reti in nazionale ― Italia under 18 | Cronologia completa delle presenze e delle reti in nazionale ― Italia under 18 | Cronologia completa delle presenze e delle reti in nazionale ― Italia under 18 | Cronologia completa delle presenze e delle reti in nazionale ― Italia under 18 | Cronologia completa delle presenze e delle reti in nazionale ― Italia under 18 |
| Data                                                                           | Città                                                                          | In casa                                                                        | Risultato                                                                      | Ospiti                                                                         | Competizione                                                                   | Reti                                                                           | Note                                                                           |
| ------------------------------------------------------------------------------ | ------------------------------------------------------------------------------ | ------------------------------------------------------------------------------ | ------------------------------------------------------------------------------ | ------------------------------------------------------------------------------ | ------------------------------------------------------------------------------ | ------------------------------------------------------------------------------ | ------------------------------------------------------------------------------ |
| 8-3-2017                                                                       | Empoli                                                                         | Italia under 18                                                                | 4 – 4                                                                          | Danimarca under 18                                                             | Amichevole                                                                     | -                                                                              | 58’                                                                            |
| 12-4-2017                                                                      | Kiev                                                                           | Ucraina under 18                                                               | 0 – 0                                                                          | Italia under 18                                                                | Amichevole                                                                     | -                                                                              | 72’                                                                            |
| Totale                                                                         |                                                                                | Presenze                                                                       | 2                                                                              |                                                                                | Reti                                                                           | 0                                                                              |                                                                                |